# بيروس
بيروس (Beerus) هو شخصية خيالية من سلسلة دراغون بول صممت من قبل أكيرا تورياما، ويشغل منصب حاكم دمار الكون السابع، وله شكل قط من فصيلة cornish rex وله اخ يدعى تشامبا، معروف أن بيروس مهووس بالطعام، وهو مكروه بين بقية الاسياد بسبب حادث مع زينو كاد أن يسبب دمار بقية الاكوان

## الظهور
ظهر بيروس لأول مرة وهو مستيقظ بعد 39 سنة من النوم وذلك ليبحث عن السوپر سايان سوبر. واجه في البداية سون غوكو وهزمه بسهولة رغم تحوله إلى السوبر سايان 3 ثم توجه إلى الأرض حيث هزم باقي المحاربين بمنتهى السهولة و  باجتماع 6 سايان طيبين تحول غوكو إلى سوبر سايان لكنه هزم، بعدها قرر بيروس  عدم تدمير الأرض.

## ممثل الصوت
ممثل صوت بيروس هو كويتشي ياماديرا في النسخة اليابانية من دراغون بول سوبر ومحمد خاوندي في الدبلجة العربية.